# 대한해운공사
대한해운공사(大韓海運公社)는 해운업 및 수출입업을 영위하기 위해 설립된 대한민국 교통부 산하 공기업으로 광복 이후 대한민국 최초의 국영기업이었다. 초대 사장으로 임명된 김용주는 주 일본 공사를 겸임하기도 했다. 1950년 한국전쟁으로 인해 경상남도 부산시(현 부산광역시)로 본사를 이전하여 1980년 대한선주로의 명칭 변경과 1988년 한진해운과의 합병을 거칠 동안 본사 소재지가 되었다.

## 설립 근거
- 대한해운공사법[3][4]

## 연혁
- 1949년 5월 26일 대한해운공사법 국회 상정
- 1949년 10월 8일 대한해운공사 출범
- 1950년 7월 6·25 발발로 본사를 경상남도 부산시로 이전
- 1957년 10월 5일 대한해운공사법과 대한조선공사법 폐지에 관한 법률에 따라 상법에 의한 주식회사로 전환
- 1968년 7월 대한해운공사 민영화
- 1980년 2월 대한선주로 사명 변경
- 1988년 3월 대한상선으로 사명 변경
- 1988년 12월 한진해운에 합병되어 폐지

## 주요 업무
- 선박에 의한 여객 또는 화물의 운송사업 경영
- 교통부 장관의 명령 또는 그 인가를 받은 사업달성상 필요한 부대사업 경영

## 같이 보기
- 한국해양대학교
- 대한조선공사
- 한국선주협회
- 한국해기사협회